# Sik
För "sikh", se den indiska religionen sikhism. För forskningsinstitutet SIK, se Institutet för Livsmedel och Bioteknik.
Sik (Coregonus sp. / Coregonus maraena / Coregonus lavaretus) är ett artkomplex i familjen laxfiskar som förekommer i ett flertal europeiska länder. I Norden återfinns naturligt flera olika former/arter av sik, vilka är svåra att på ett enkelt sätt artbestämma enligt rådande taxonomiska riktlinjer. 
Siken är landskapsfisk i Ångermanland samt i Österbotten i Finland.

## Systematik
Systematiken för artgruppen sikar är komplicerad, omtvistad och fortfarande inte fullt utredd. I Europa har ett 100-tal arter och underarter beskrivits. Deras olika morfologiska karaktär beror på miljöeffekter, levnadssätt (ekologisk nisch) eller hybridisering. Hybridisering kan ha förekommit mellan olika taxa under olika postglaciala skeden och kanske till och med ännu tidigare. Hybridisering har också förekommit under de senare två århundraden mellan utplanterade sikar och redan etablerade arter. Eftersom sikens taxonomiska status är svårutredd och omtvistad talar man idag om siken som ett artkomplex med flera olika typer (ofta benämnt som "ekotyper"). I enlighet med Nationalnyckeln till Sveriges flora och fauna går hela artkomplexet under namnet Coregonus maraena. I Norge och Finland så går dock artkomplexet under ett annat vetenskapligt namn, Coregonus lavaretus, vilket gör det problematiskt att diskutera sik på ett biologiskt adekvat sätt mellan länderna.

### Arter/ekotyper (i urval)
Artkomplexet delar upp sig i olika populationer med olika utseende, inte sällan finns olika typer i en och samma sjö. Historiskt förekommer i Sverige flera olika artnamn med separata vetenskapliga namn (i många äldre fiskböcker listas ofta fem till sex olika arter och vetenskapliga namn ändras över tid). Dessutom finns en mängd olika lokala namn för olika siktyper.
- Aspsik (Coregonus pallasii) - kallas på vissa platser asp, hutchen (Lögdasjön) och påll-sellack (Arjeplogsområdet).
- Blåsik (Coregonus megalops alt. C. wartmanni) - även känd som smäling, smärling, sikling, sil, sill, sellack, skarpsellack, småsellack, rabbox, småsik, ryssing, rössing, rysling, risling, högnosad gråsik, långnosad gråsik, siklöja och löja.
- Planktonsik (Coregonus nilssoni) - kallas även gråsellack, djupsik, löja, smärling och blaiokk eller blajokk samt i Vänern gråsik, grönsik och helgemässik.
- Sandsik (Coregonus widegreni alt. C. acronius) - även känd som valaamsik, skärgårdssik (Hangö), kust- eller havssik (Norrbotten), kulsik (Vättern), gertbäckslöja (syftar på en lekplats i Storvindeln), siksellack, varras-sellack (Storavan), glansfisk, tjerifisk och getjokk.
- Storsik (Coregonus maxillaris alt. C. fera) kallas kring Vänern även blegsik, glomsik, glyssik, och lövsik (de tre första namnen syftar på de stora ögonen och det sista på att siken leker när löven faller).
- Älvsik (Coregonus maraena alt. C. lavaretus) - även känd som näbbsik, kustsik (söder om Norr- och Västerbotten), bottensik, fetsik, asp (i Vättern), gullspångssik (i Vänern) och sällsjösik (vissa vatten i Jämtland).
- Storskallesik, enbart i Storvindeln (kallades förr felaktigt peledsik).
- Lavaretsik (Coregonus lavaretus) - en art vars taxonomiska status och utbredning är omtvistad. Har historiskt ansetts förekomma i Sverige (namnet har då tillhört antingen en generell art "sik"[5], eller specifikt älvsik[7]) och ger idag det vetenskapliga namnet åt sikens artkomplex i både Norge och Finland. Anses enligt vissa taxonomer vara en art som enbart förekommer i Centraleuropa på grund av att namnet C. lavaretus getts till en population som beskrivits från Bourgetsjön i östra Frankrike.

I norra finska Lappland används även namnen reeska och rääpys för de dvärgvarianter av sik som förekommer i sjöarna.
Under 1800-1900-talen beskrevs flera endemiska underarter i Sverige, specifikt förekommande i vissa svenska sjöar och vattendrag, exempelvis Coregonus lavaretus angermanensis (Ångemanälven), Coregonus lavaretus bolmensis (Bolmen), Coregonus lavaretus bullarensis (Bullaresjöarna), Coregonus lavaretus ringsjoensis (Ringsjön) och Coregonus lavaretus vaetterensis (Vättern). Samma typ av beskrivningar av endemiska arter kan noteras i flera andra länder i Europa under samma tidsperiod. Beskrivningarna utgick från morfologiska karaktärer som idag ofta inte anses vara tillräckligt god grund för artbestämning och således anses inte heller dessa underartsbeskrivningar vara gällande idag. Fenomenet påvisar dock den rikedom av olika utseenden som siken uppvisar.

## Storlek och utseende
Sikarna har silverfärgade fjäll och gråa fenor. Mellan rygg- och stjärtfenan har den även en fettfena som förekommer hos laxfiskarna. Sikens huvud och mun är liten i förhållande till resten av dess kropp. En liten sik kan påminna om en siklöja. Underkäkens spets skjuter inte fram om överkäken. Tänder förekommer vanligtvis på mellankäksbenen och tungan.
De olika nordiska sikarterna är mycket lika varandra till utseendet och till kroppsformen. För att skilja åt de olika formerna av sik brukar man se på antalet gälräfständer i den främsta gälbågen. Antalet gälräfständer varierar mellan 20 och 45 hos de olika sikarterna. Storsiken har i medeltal 19-32 gälräfständer, sandsiken 17-28, älvsiken 25-31 och den lilla planktonsiken 37-45 gälräfständer.
De olika sikformernas tillväxthastighet, storlek och livslängd varierar beroende på typ och plats. De största sikarna är älvsiken, som kan bli 60 cm och väga upp till 8 kg, och storsiken, som kan bli 50 cm och väga upp till 8,5 kg. De minsta nordiska sikarna är planktonsiken och blåsiken, som ofta inte blir mer än 10–15 cm och sällan väger mer än 0,5 kg. Det finns dock platser där blåsiken kan bli över 40 cm lång.

## Utbredning (Norden)
Sik är en sötvattenfisk som förekommer i hela Östersjöområdet samt i insjöar i Norden. I Sverige och Finland återfinns sex generella ekotyper naturligt: aspsik, blåsik, planktonsik, sandsik, storsik och älvsik. Därtill har man i Finland inplanterat peledsik, som ursprungligen kommer från Sibirien. Siken trivs i rena, kalla och syrerika vatten. Den finns även i bräckt vatten i Bottenhavet, Östersjön och Finska viken.
I många svenska sjöar med finns det två eller flera ekotyper av sik (siklöjan oräknad). Det finns tre typer i Siljan, i Rändsjön, Orten och Väster-Vattnan i Ljusnans vattensystem, i Locknesjön i Ljungans vattensystem (där en fjärde typ, älvsik, inplanterades 1943-1951), Vojmsjön (i Ångermanälvens system) och Stor-Laisan (Lais-, Vindel- och Umeälvens system). Fyra typer förekommer i Madkroken, Småland, Gimån (Ljungans vattensystem), Storsjön i Jämtland (där en femte typ älvsik, inplanterats), Storvindeln (Vindel- och Umeälvens system) samt i Skalka och Parkijaure (Lule älvs system). Fem typer finns i Vänern (stor-, plankton-, valaam-, blå-, och aspsik) och i Hornavan (samma typer), där en sjätte typ, älvsiken, inplanterades på 1940-talet. Sveriges övriga storsjöar har mindre antal ekotyper. Vättern har två eller möjligen alltjämt tre typer (sand- och älvsik samt kanske storsik), Mälaren två (älv- och planktonsik) och Hjälmaren en (planktonsik). I Östersjön finns två typer (älv- och valaamsik).

## Näring
Som ung äter siken djurplankton. De former som har mindre antal gälräfständer övergår till att äta bottenlevande djur, såsom dagsländelarver, copepoder, vattenloppor, snäckor och musslor vid vuxen ålder. Även mindre fiskar kan duga som föda åt sikarna.

## Förökning
Siken blir könsmogen vid omkring 4 till 5 års ålder. Beroende på art och plats leker siken mellan september och februari. Asp- och storsiken leker i älvar, medan sandsiken, som lever i hav, leker vid yttergrund. Älvsiken leker såväl i älvar som sjöar. Leken sker på 0,5 till 6 meters djup, vid områden med sand- eller grusbotten.

## Bilder

Sik
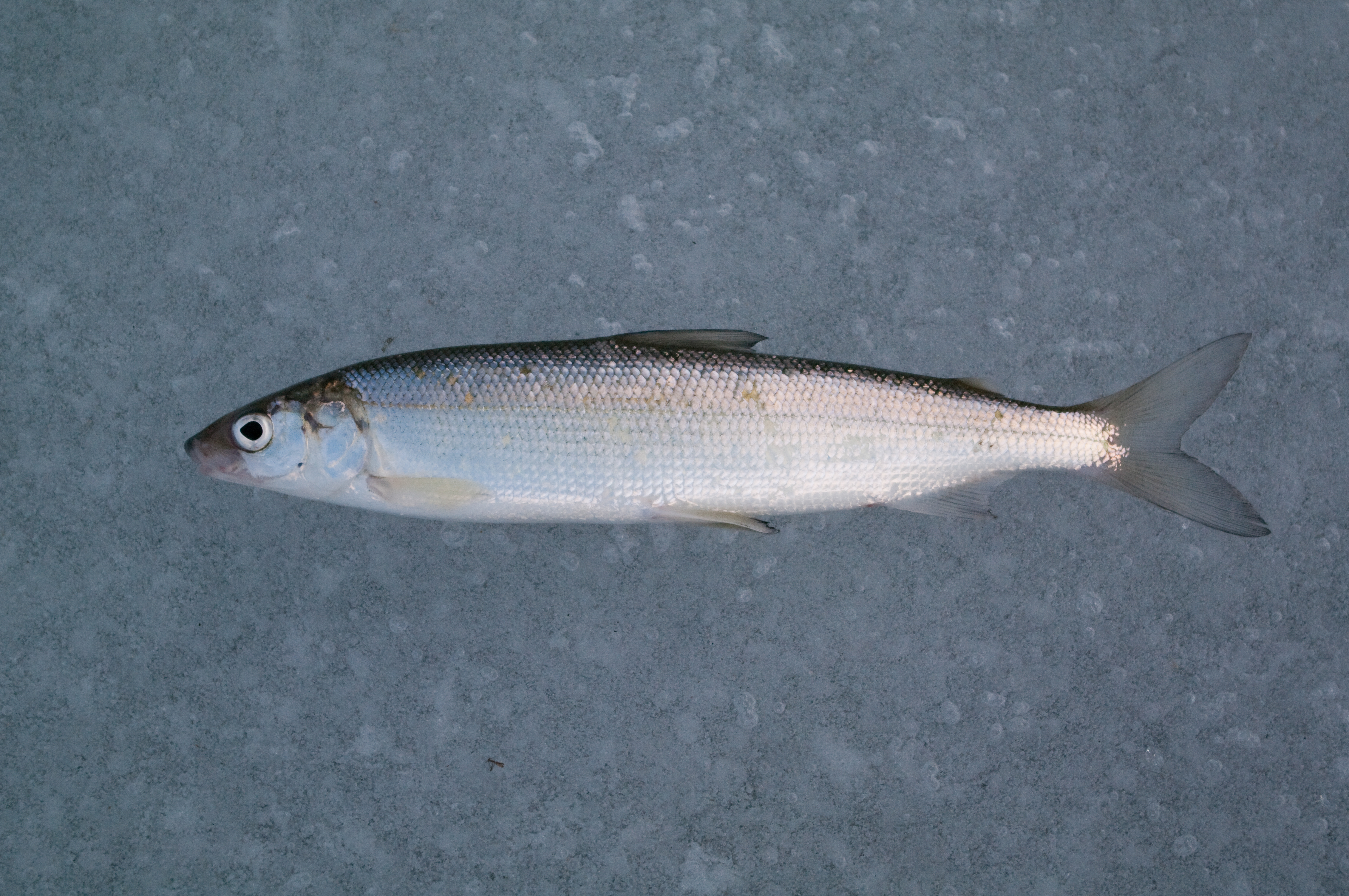
Sik från Göta älv (Sannegårdshamnen, Hisingen, Göteborg)